# Eberdin Ella
Eberdin Ella (syng. ඇබර්ඩීන් ඇල්ල, Æberḍin Ælla; ang. Aberdeen Falls) – wodospad w Sri Lance położony w miejscowości Ginigatena, w dystrykcie Nuwara Elija, w prowincji Prowincji Środkowej. Jego wysokość wynosi 98 m. Znajduje się na rzece Kehelgamu Oja (dopływ Kelani Ganga), w górach Kehelgamuwa.